# Australiopalpa bumerang
Australiopalpa bumerang är en fjärilsart som beskrevs av Povolny 1974. Australiopalpa bumerang ingår i släktet Australiopalpa och familjen stävmalar. Inga underarter finns listade i Catalogue of Life.